# 利岑
利岑（德語：Liezen）是奧地利施泰爾馬克州的市镇，位於該國中部，面積56.36平方公里，海拔高度664米，是該地區的工業和行政中心，2012年人口6,861。